# Mistrovství Evropy v judu 2014
Mistrovství Evropy se konalo v Park&Suites Arena v Montpellier, Francie ve dnech 24.-26. dubna 2014.
Po skončení bojů v jednotlivých váhových kategoriích turnaj pokračoval mistrovstvím Evropy týmů.

## Program
- ČTV - 24. 4. 2014 - superlehká váha (−60 kg, −48 kg) a pololehká váha (−66 kg, −52 kg) a lehká váha (−57 kg)
- PAT - 25. 4. 2014 - lehká váha (−73 kg) a polostřední váha (−81 kg, −63 kg) a střední váha (−70 kg)
- SOB - 26. 4. 2014 - střední váha (−90 kg) a polotěžká váha (−100 kg, −78 kg) a těžká váha (+100 kg, +78 kg)

## Česká stopa
podrobně zde
- -60 kg - Pavel Petřikov ml. (JC Hradec Králové)
- -60 kg - David Pulkrábek (JC Plzeň)
- -73 kg - Václav Sedmidubský (USK Praha)
- -73 kg - Jakub Ječmínek (USK Praha)
- -81 kg - Jaromír Musil (Sokol Praha Vršovice)
- -100 kg - Lukáš Krpálek (USK Praha)

## Výsledky

### Muži
| Kategorie | Zlato                      | Stříbro                  | Bronz                  | Bronz                    |
| --------- | -------------------------- | ------------------------ | ---------------------- | ------------------------ |
| −60 kg    | Beslan Mudranov (RUS)      | Amiran Papinašvili (GEO) | Ovanes Davtjan (ARM)   | Ilgar Muškijev (AZE)     |
| −66 kg    | Loïc Korval (FRA)          | David Larose (FRA)       | Dmitrij Šeršaň (BLR)   | Michail Puljajev (RUS)   |
| −73 kg    | Dex Elmont (NED)           | Ugo Legrand (FRA)        | Rok Drakšič (SLO)      | Miklós Ungvári (HUN)     |
| −81 kg    | Avtandil Črikišvili (GEO)  | Loïc Pietri (FRA)        | Szabolcs Krizsán (HUN) | Sven Maresch (GER)       |
| −90 kg    | Varlam Lipartelijani (GEO) | Kirill Voprosov (RUS)    | Alexandre Iddir (FRA)  | Krisztián Tóth (HUN)     |
| −100 kg   | Lukáš Krpálek (CZE)        | Elmar Gasimov (AZE)      | Adlan Bisultanov (RUS) | Cyrille Maret (FRA)      |
| +100 kg   | Teddy Riner (FRA)          | Adam Okruašvili (GEO)    | André Breitbarth (GER) | Marius Paškevičius (LTU) |

### Ženy
| Kategorie | Zlato                        | Stříbro                       | Bronz                      | Bronz                             |
| --------- | ---------------------------- | ----------------------------- | -------------------------- | --------------------------------- |
| −48 kg    | Éva Csernoviczká (HUN)       | Amandine Buchardová (FRA)     | Maryna Čerňaková (UKR)     | Kristina Rumjancevová (RUS)       |
| −52 kg    | Majlinda Kelmendiová (IJF)   | Natalja Kuzjutinová (RUS)     | Andreea Chițuová (ROU)     | Gili Kohenová (ISR)               |
| −57 kg    | Automne Paviaová (FRA)       | Miryam Roperová (GER)         | Sabrina Filzmoserová (AUT) | Telma Monteirová (POR)            |
| −63 kg    | Clarisse Agbegnenouová (FRA) | Tina Trstenjaková (SLO)       | Agata Ozdobová (POL)       | Anicka van Emdenová (NED)         |
| −70 kg    | Kim Pollingová (NED)         | Laura Vargasová Kochová (GER) | Bernadette Grafová (AUT)   | Barbara Matićová (CRO)            |
| −78 kg    | Audrey Tcheuméová (FRA)      | Marhinde Verkerková (NED)     | Abigél Joóová (HUN)        | Lucie Louetteová Kanningová (FRA) |
| +78 kg    | Emilie Andéolová (FRA)       | Larisa Cerićová (BIH)         | Franziska Konitzová (GER)  | Jasmin Külbsová (GER)             |

## Novinky v pravidlech
- snížení časového limitu zápasu pro ženy z 5 minut na 4 minuty
- váha judisty může být před prvním zápasem maximálně o 5% vyšší než byla při oficiálním vážení (den před turnajem) tj. Lukáš Krpálek, který má při oficiálním vážení váhu 100 kg nesmí mít chvíli před zápasem váhu vyšší než 105 kg
- bylo zakázáno škrcení spodním límcem judogi, opaskem a prsty
- rozhodčí byli speciálně školení v rozpoznaní přechodu boje z postoje do boje na zem - pro řadu rozhodčích (i zkušených) je problém rozpoznat, jestli  nechat judisty pokračovat v boji na zemi nebo zápas přerušit